# Palaca
Palaca (Palaka, Falaka) ist eine osttimoresische Aldeia im Suco Sanirin (Verwaltungsamt Balibo, Gemeinde Bobonaro). 2015 lebten in der Aldeia 959 Menschen.

## Geographie
Palaca bildet den Mittelteil des Sucos Sanirin. Nördlich befindet sich die Aldeia Subaleco, südlich die Aldeia Caco. Im Südosten grenzt Palaca an die Sucos Balibo Vila und Leolima. Im Nordwesten liegt die Sawusee. Im Süden liegt der Bergzug des Foho Lauleun (08° 56′ S, 125° 01′ O) mit einer Höhe von bis zu 699 m.
Der Hauptort Palaca liegt an der Küste, entlang der Überlandstraße von Batugade nach Dili, der Landeshauptstadt. Hier befinden sich der Sitz des Sucos Sanirin, die Escola Secundária Católica Geral e Pescas (deutsch Katholische Sekundarschule für Allgemeinbildung und Fischerei), eine Kapelle und ein Friedhof. Südöstlich des Gebirgszugs des Foho Suba Lesu führen kleine Straßen und Pisten aus Balibo Vila und Leolima nach Palaca hinein zu den Dörfern Maliaben und Subaleco Foho (Surpatin). Direkt am Südhang der Berge liegt die kleine Siedlung Subaleco.

## Politik
2023 wurde Mateus Pereira zum Chefe de Aldeia gewählt.